# Hiến pháp Cộng hòa La Mã
Bản mẫu:Roman government
Hiến pháp Cộng hòa La Mã là một tập hợp các quy phạm xã hội và tập tục chưa được pháp điển hóa, cùng nhiều loại luật La Mã thành văn khác, tạo nên khung sườn pháp lý cho các chính phủ Cộng hòa La Mã hậu thế. Hiến pháp này bắt nguồn từ thời Vương quốc La Mã và đã biến hóa đáng kể — thậm chí tới độ không thể nhận ra — suốt 500 năm chiều dài lịch sử nền cộng hòa. Sự sụp đổ của chính phủ và quy phạm pháp luật thời kỳ cộng hòa bắt đầu từ năm 133 TCN đã dẫn đến sự trỗi dậy của Augustus và chế độ nguyên thủ do vị này lập ra.
Hiến pháp Cộng hòa có thể được chia thành ba nhánh chính:
- Các hội đồng lập pháp, cấu thành bởi các tầng lớp nhân dân, đóng vai trò là cơ quan nắm giữ quyền lực chính trị tối cao, có quyền bầu cử quan tòa, chuẩn y hoặc khước từ luật pháp, thực thi công lý, tuyên chiến hoặc hòa bình;[6]
- Viện nguyên lão, đóng vai trò cố vấn cho các quan tòa,[7] chủ yếu hành động mà không cần dựa trên quyền hạn pháp lý của chính nó, mà thường nhờ vào sức ảnh hưởng, và
- Các quan tòa, được bầu ra bởi nhân dân để cai trị nền Cộng hòa thay mặt nhân dân, thi hành quyền lực tư pháp, quân sự và tôn giáo, và được phép chủ trì và triệu tập các hội đồng lập pháp.[8]

Một hệ thống kiểm sát và cân bằng phức tạp đã phát triển giữa ba nhánh này. Ví dụ, tuy các hội đồng lập pháp nắm mọi quyền lực trên lý thuyết, trên thực tế thì các quan tòa có toàn quyền triệu tập và điều hành các hội đồng, đồng thời có thể kiểm soát thảo luận, thi hành sức ảnh hưởng thống trị lên các hội đồng đó. Các quan tòa khác cũng có khả năng phủ quyết (veto) ý kiến trước các hội đồng, tuy nhiên tới giai đoạn hậu kỳ cộng hòa thì điều này hiếm khi xảy ra. Tương tự, để kiểm soát quyền lực của quan tòa, mỗi quan tòa lại có khả năng phủ quyết một trong những người đồng cấp; đồng thời, các quan hộ dân do tầng lớp thường dân bầu ra cũng có thể can thiệp và phủ quyết ý kiến của quan tòa.
Hiến pháp phi pháp điển của Cộng hòa La Mã, tuy có thể dễ dàng bị sửa đổi và biến thiên theo từng thời kỳ, vẫn sở hữu một số quy phạm pháp luật được khắc ghi bởi phần lớn nhân dân. Các thiết chế như quan chấp chính, viện nguyên lão, và hộ quan biến hóa đáng kể trong giai đoạn sơ kỳ cộng hòa nhưng đã bắt đầu ổn định tương đối từ thế kỷ thứ 4 TCN. Với sự mở ra của thời kỳ thống trị của giới quý tộc La Mã, Xung đột Trật tự rốt cuộc đã ban cho giới bình dân các quyền lợi chính trị ngang bằng quý tộc, lập ra chế độ bảo dân để kiểm sát quyền lực quý tộc và dựng lên các hội đồng bình dân, một cơ quan do tầng lớp bình dân Roma điều hành, được toàn quyền lập pháp.
Giai đoạn cộng hòa hậu kỳ chứng kiến sự tập trung quyền bính vào tay các tổng đốc địa phương, sự vận dụng quân đội để ép buộc thay đổi chính trị (ví dụ như giai đoạn độc tài Sulla), sự vận dụng vũ lực và lợi dụng các hội đồng "toàn quyền" đã bị mua chuộc hoặc bị đe dọa nhằm ban bố quyền hành tối cao cho các chỉ huy quân đội đã lập được nhiều chiến tích. Sự hợp lý hóa gia tăng của bạo lực, sự tập trung hóa quyền hành vào tay thiểu số, và sự hao mòn niềm tin vào các thiết chế chính trị, đã đưa Cộng hòa La Mã vào quỹ đạo của một cuộc nội chiến, với kết cục sau cùng là sự biến tướng của nó thành một chế độ chuyên quyền khoác vẻ ngoài cộng hòa kể từ thời Augustus.

## Quá trình phát triển

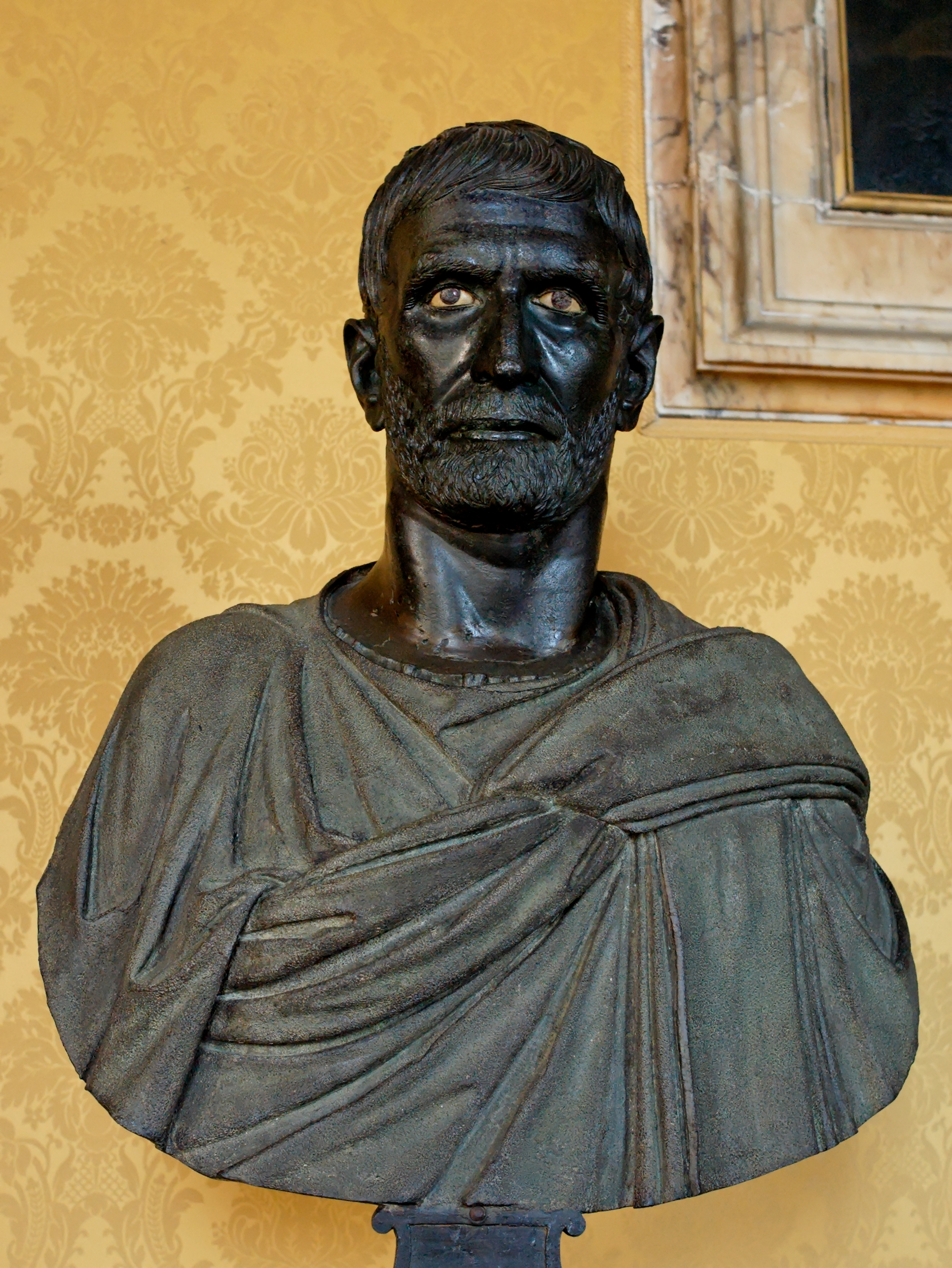
"Brutus Đồi Capitolinus", tượng bán thân khắc họa chân dung Lucius Junius Brutus (mất năm 509 TCN), người được cho là cha đẻ của nền Cộng hòa La Mã.